# Atlétika a 2014. évi nyári ifjúsági olimpiai játékokon
A 2014. évi nyári ifjúsági olimpiai játékokon az atlétika versenyeinek Nankingban a Nankingi Olimpiai Sportközpont adott otthont augusztus 20–26-a között. A fiúknál és a lányoknál 18–18 versenyszámot rendeztek, valamint egy vegyes csapat versenyszám is volt, így összesen 37 versenyszámban avattak ifjúsági olimpiai bajnokot.

## Naptár
Az időpontok helyi idő szerint (UTC+8) értendők.
A délelőtti (De.) kezdési időpont 9 óra, a délutáni (Du.) kezdési időpont 18:30, kivéve a 26-i délutáni kezdési időpontot, amely 16 óra volt.
| S | Selejtezők | E | Előfutamok | D | Döntő |

| Dátum →              | 20  | 21  | 22  | 23  | 23  | 24  | 24  | 25  | 25  | 26  | 26  |
| Versenyszám↓         | Du. | Du. | Du. | De. | Du. | De. | Du. | De. | Du. | Du. | Du. |
| -------------------- | --- | --- | --- | --- | --- | --- | --- | --- | --- | --- | --- |
| Fiú 100 m            |     | E   |     |     | D   |     |     |     |     |     |     |
| Fiú 200 m            |     |     | E   |     |     |     | D   |     |     |     |     |
| Fiú 400 m            | E   |     |     | D   |     |     |     |     |     |     |     |
| Fiú 800 m            |     |     | E   |     |     |     |     |     | D   |     |     |
| Fiú 1500 m           |     | E   |     |     |     | D   |     |     |     |     |     |
| Fiú 3000 m           | E   |     |     |     |     |     | D   |     |     |     |     |
| Fiú 110 m gát        | E   |     |     |     | D   |     |     |     |     |     |     |
| Fiú 400 m gát        |     |     | E   |     |     |     |     | D   |     |     |     |
| Fiú 2000 m akadály   |     | E   |     |     |     |     |     |     | D   |     |     |
| Fiú 10 gyaloglás     |     |     |     |     |     |     | D   |     |     |     |     |
| Fiú távolugrás       |     | S   |     |     |     | D   |     |     |     |     |     |
| Fiú hármasugrás      |     |     | S   |     |     |     |     |     | D   |     |     |
| Fiú magasugrás       | S   |     |     |     | D   |     |     |     |     |     |     |
| Fiú rúdugrás         |     |     | S   |     |     |     |     |     | D   |     |     |
| Fiú súlylökés        |     | S   |     |     |     |     | D   |     |     |     |     |
| Fiú diszkoszvetés    | S   |     |     |     | D   |     |     |     |     |     |     |
| Fiú gerelyhajítás    |     |     | S   |     |     |     |     |     | D   |     |     |
| Fiú kalapácsvetés    |     | S   |     |     |     |     | D   |     |     |     |     |
| Dátum →              | 20  | 21  | 22  | 23  | 23  | 24  | 24  | 25  | 25  | 26  | 26  |
| Versenyszám ↓        | Du. | Du. | Du. | De. | Du. | De. | Du. | De. | Du. | Du. | Du. |
| Lány 100 m           |     | E   |     |     | D   |     |     |     |     |     |     |
| Lány 200 m           |     |     | E   |     |     | D   |     |     |     |     |     |
| Lány 400 m           | E   |     |     |     | D   |     |     |     |     |     |     |
| Lány 800 m           | E   |     |     |     | D   |     |     |     |     |     |     |
| Lány 1500 m          |     |     | E   |     |     |     |     | D   |     |     |     |
| Lány 3000 m          | E   |     |     |     |     |     | D   |     |     |     |     |
| Lány 100 m gát       | E   |     |     | D   |     |     |     |     |     |     |     |
| Lány 400 m gát       |     |     | E   |     |     |     |     |     | D   |     |     |
| Lány 2000 m akadály  |     | E   |     |     |     |     |     |     | D   |     |     |
| Lány 5 gyaloglás     |     |     |     |     | D   |     |     |     |     |     |     |
| Lány távolugrás      | S   |     |     |     | D   |     |     |     |     |     |     |
| Lány hármasugrás     |     |     | S   |     |     |     |     | D   |     |     |     |
| Lány magasugrás      |     | S   |     |     |     |     | D   |     |     |     |     |
| Lány rúdugrás        | S   |     |     |     | D   |     |     |     |     |     |     |
| Lány súlylökés       |     | S   |     |     |     |     | D   |     |     |     |     |
| Lány diszkoszvetés   | S   |     |     |     | D   |     |     |     |     |     |     |
| Lány gerelyhajítás   |     |     | S   |     |     |     |     |     | D   |     |     |
| Lány kalapácsvetés   |     | S   |     |     |     |     | D   |     |     |     |     |
| Vegyes 8x100 m váltó |     |     |     |     |     |     |     |     |     | E   | F   |

## Éremtáblázat
(Az egyes számoszlopok legmagasabb értékei vastagítással kiemelve.)
| A 2014. évi nyári ifjúsági olimpiai játékok éremtáblázata atlétikában | A 2014. évi nyári ifjúsági olimpiai játékok éremtáblázata atlétikában | A 2014. évi nyári ifjúsági olimpiai játékok éremtáblázata atlétikában | A 2014. évi nyári ifjúsági olimpiai játékok éremtáblázata atlétikában | A 2014. évi nyári ifjúsági olimpiai játékok éremtáblázata atlétikában | Olimpia  |
| --------------------------------------------------------------------- | --------------------------------------------------------------------- | --------------------------------------------------------------------- | --------------------------------------------------------------------- | --------------------------------------------------------------------- | -------- |
|                                                                       | Ország                                                                | Arany                                                                 | Ezüst                                                                 | Bronz                                                                 | Összesen |
| 1.                                                                    | Kína (CHN)                                                            | 6                                                                     | 0                                                                     | 1                                                                     | 7        |
| 2.                                                                    | Etiópia (ETH)                                                         | 3                                                                     | 3                                                                     | 2                                                                     | 8        |
| 3.                                                                    | Ukrajna (UKR)                                                         | 3                                                                     | 2                                                                     | 1                                                                     | 6        |
| 4.                                                                    | Oroszország (RUS)                                                     | 3                                                                     | 2                                                                     | 0                                                                     | 5        |
| 5.                                                                    | Franciaország (FRA)                                                   | 3                                                                     | 1                                                                     | 1                                                                     | 5        |
| 6.                                                                    | Jamaica (JAM)                                                         | 3                                                                     | 1                                                                     | 0                                                                     | 4        |
| 7.                                                                    | Japán (JPN)                                                           | 2                                                                     | 2                                                                     | 1                                                                     | 5        |
| 7.                                                                    | Kenya (KEN)                                                           | 2                                                                     | 2                                                                     | 1                                                                     | 5        |
| 9.                                                                    | Egyesült Államok (USA)                                                | 2                                                                     | 0                                                                     | 2                                                                     | 4        |
| 10.                                                                   | Ausztrália (AUS)                                                      | 1                                                                     | 2                                                                     | 3                                                                     | 6        |
| –                                                                     | Nemzetek vegyes részvételei (MIX)                                     | 1                                                                     | 1                                                                     | 1                                                                     | 3        |
| 11.                                                                   | Fehéroroszország (BLR)                                                | 1                                                                     | 1                                                                     | 0                                                                     | 2        |
| 12.                                                                   | Dél-afrikai Köztársaság (RSA)                                         | 1                                                                     | 0                                                                     | 0                                                                     | 1        |
| 12.                                                                   | Ghána (GHA)                                                           | 1                                                                     | 0                                                                     | 0                                                                     | 1        |
| 12.                                                                   | Lengyelország (POL)                                                   | 1                                                                     | 0                                                                     | 0                                                                     | 1        |
| 12.                                                                   | Spanyolország (ESP)                                                   | 1                                                                     | 0                                                                     | 0                                                                     | 1        |
| 12.                                                                   | Suriname (SUR)                                                        | 1                                                                     | 0                                                                     | 0                                                                     | 1        |
| 12.                                                                   | Svájc (SUI)                                                           | 1                                                                     | 0                                                                     | 0                                                                     | 1        |
| 12.                                                                   | Zambia (ZAM)                                                          | 1                                                                     | 0                                                                     | 0                                                                     | 1        |
|                                                                       |                                                                       |                                                                       |                                                                       |                                                                       |          |
| 19.                                                                   | Németország (GER)                                                     | 0                                                                     | 4                                                                     | 4                                                                     | 8        |
| 20.                                                                   | Mexikó (MEX)                                                          | 0                                                                     | 2                                                                     | 1                                                                     | 3        |
| 20.                                                                   | Olaszország (ITA)                                                     | 0                                                                     | 2                                                                     | 1                                                                     | 3        |
| 22.                                                                   | Botswana (BOT)                                                        | 0                                                                     | 2                                                                     | 0                                                                     | 2        |
| 22.                                                                   | Románia (ROU)                                                         | 0                                                                     | 2                                                                     | 0                                                                     | 2        |
| 24.                                                                   | Magyarország (HUN)                                                    | 0                                                                     | 1                                                                     | 4                                                                     | 5        |
| 25.                                                                   | Bahrein (BRN)                                                         | 0                                                                     | 1                                                                     | 1                                                                     | 2        |
| 26.                                                                   | Burundi (BDI)                                                         | 0                                                                     | 1                                                                     | 0                                                                     | 1        |
| 26.                                                                   | Ciprus (CYP)                                                          | 0                                                                     | 1                                                                     | 0                                                                     | 1        |
| 26.                                                                   | Szlovákia (SVK)                                                       | 0                                                                     | 1                                                                     | 0                                                                     | 1        |
| 26.                                                                   | Tunézia (TUN)                                                         | 0                                                                     | 1                                                                     | 0                                                                     | 1        |
| 26.                                                                   | Uganda (UGA)                                                          | 0                                                                     | 1                                                                     | 0                                                                     | 1        |
| 26.                                                                   | Venezuela (VEN)                                                       | 0                                                                     | 1                                                                     | 0                                                                     | 1        |
|                                                                       |                                                                       |                                                                       |                                                                       |                                                                       |          |
| 32.                                                                   | Azerbajdzsán (AZE)                                                    | 0                                                                     | 0                                                                     | 1                                                                     | 1        |
| 32.                                                                   | Bahama-szigetek (BAH)                                                 | 0                                                                     | 0                                                                     | 1                                                                     | 1        |
| 32.                                                                   | Belgium (BEL)                                                         | 0                                                                     | 0                                                                     | 1                                                                     | 1        |
| 32.                                                                   | Csehország (CZE)                                                      | 0                                                                     | 0                                                                     | 1                                                                     | 1        |
| 32.                                                                   | Dánia (DEN)                                                           | 0                                                                     | 0                                                                     | 1                                                                     | 1        |
| 32.                                                                   | Dél-Korea (KOR)                                                       | 0                                                                     | 0                                                                     | 1                                                                     | 1        |
| 32.                                                                   | Dzsibuti (DJI)                                                        | 0                                                                     | 0                                                                     | 1                                                                     | 1        |
| 32.                                                                   | Egyiptom (EGY)                                                        | 0                                                                     | 0                                                                     | 1                                                                     | 1        |
| 32.                                                                   | Grenada (GRN)                                                         | 0                                                                     | 0                                                                     | 1                                                                     | 1        |
| 32.                                                                   | Irak (IRQ)                                                            | 0                                                                     | 0                                                                     | 1                                                                     | 1        |
| 32.                                                                   | Marokkó (MAR)                                                         | 0                                                                     | 0                                                                     | 1                                                                     | 1        |
| 32.                                                                   | Szlovénia (SLO)                                                       | 0                                                                     | 0                                                                     | 1                                                                     | 1        |
| 32.                                                                   | Tajvan (TPE)                                                          | 0                                                                     | 0                                                                     | 1                                                                     | 1        |
|                                                                       |                                                                       |                                                                       |                                                                       |                                                                       |          |
| Összesen                                                              | Összesen                                                              | 37                                                                    | 37                                                                    | 37                                                                    | 111      |

## Érmesek

### Fiú
| Versenyszám         | Arany                                             | Arany       | Ezüst                                    | Ezüst       | Bronz                                    | Bronz      |
| ------------------- | ------------------------------------------------- | ----------- | ---------------------------------------- | ----------- | ---------------------------------------- | ---------- |
| 100 m               | Sydney Siame · Zambia (ZAM)                       | 10,56       | Kenta Oshima · Japán (JPN)               | 10,57       | Trae Williams · Ausztrália (AUS)         | 10,60      |
| 200 m               | Noah Lyles · Egyesült Államok (USA)               | 20,80       | Baboloki Thebe · Botswana (BOT)          | 21,20       | Chun-Han Yang · Tajvan (TPE)             | 21,31      |
| 400 m               | Martin Manley · Jamaica (JAM)                     | 46,31       | Karabo Sibanda · Botswana (BOT)          | 46,76 PB    | Henry Delauze · Bahama-szigetek (BAH)    | 46,91 PB   |
| 800 m               | Myles Marshall · Egyesült Államok (USA)           | 1:49,14     | Geofrey Balimumiti · Uganda (UGA)        | 1:49,37 PB  | Bacha Morka Mulata · Etiópia (ETH)       | 1:49,73    |
| 1500 m              | Gilbert Soet · Kenya (KEN)                        | 3:41,99 PB  | Mulugeta Uma · Etiópia (ETH)             | 3:45,08 PB  | Mohamed Ismail Ibrahim · Dzsibuti (DJI)  | 3:45,72 PB |
| 3000 m              | Yomif Kejelcha Atomsa · Etiópia (ETH)             | 7:56,20     | Thierry Ndikumwenayo · Burundi (BDI)     | 8:06,05 PB  | Moses Koech · Kenya (KEN)                | 8:06,33    |
| 110 m gát           | Jaheel Hyde · Jamaica (JAM)                       | 12,96 PB    | Henrik Hannemann · Németország (GER)     | 13,40 PB    | Kim Gyeongtae · Dél-Korea (KOR)          | 13,43 PB   |
| 400 m gát           | Xu Zhihang · Kína (CHN)                           | 50,61 PB    | Mohamed Fares Jlassi · Tunézia (TUN)     | 50,61 PB    | Victor Coroller · Franciaország (FRA)    | 51,19 PB   |
| 2000 m akadályfutás | Wogene Sebisibe Sidamo · Etiópia (ETH)            | 5:38,42     | Amos Kirui · Kenya (KEN)                 | 5:40,29     | Hicham Chemlal · Marokkó (MAR)           | 5:40,94    |
| 10 km gyaloglás     | Onogawa Minoru · Japán (JPN)                      | 42:03,64 PB | Vladislav Saraikin · Oroszország (RUS)   | 42:10,95 PB | Noel Ali Chama Almazan · Mexikó (MEX)    | 42:14,11   |
| Magasugrás          | Danil Lysenko · Oroszország (RUS)                 | 220 cm      | Yuji Hiramatsu · Japán (JPN)             | 214 cm PB   | Shemaiah James · Ausztrália (AUS)        | 214 cm PB  |
| Távolugrás          | Anatoly Ryapolov · Oroszország (RUS)              | 754 cm      | Obrien Wasome · Jamaica (JAM)            | 744 cm PB   | Zhong Peifeng · Kína (CHN)               | 737 cm     |
| Rúdugrás            | Noel-Aman Del Cerro Vilalta · Spanyolország (ESP) | 510 cm PB   | Vladimir Shcherbakov · Oroszország (RUS) | 505 cm      | Muntadher Abdulwahid · Irak (IRQ)        | 505 cm PB  |
| Hármasugrás         | Miguel van Assen · Suriname (SUR)                 | 16,15 m     | Tobia Bocchi · Olaszország (ITA)         | 16,01 m     | Nazim Babayev · Azerbajdzsán (AZE)       | 15,96 m    |
| Súlylökés           | Konrad Bukowiecki · Lengyelország (POL)           | 23,17 m PB  | Andrei Rares Toader · Románia (ROU)      | 21,00 m     | Merten Howe · Németország (GER)          | 20,13 m    |
| Diszkoszvetés       | Cheng Yulong · Kína (CHN)                         | 64,14 m PB  | Clemens Prufer · Németország (GER)       | 63,52 m     | Ruslan Valitov · Ukrajna (UKR)           | 57,48 m PB |
| Kalapácsvetés       | Hlib Piskunov · Ukrajna (UKR)                     | 82,65 m PB  | Halász Bence · Magyarország (HUN)        | 81,90 m     | Ahmed Youssef · Egyiptom (EGY)           | 78,59 m PB |
| Gerelyhajítás       | Lukas Moutarde · Franciaország (FRA)              | 74,48 m PB  | Alexandru Mihaita Novac · Románia (ROU)  | 73,98 m     | Schmölcz Márk Xavér · Magyarország (HUN) | 72,40 m    |

### Lány
| Versenyszám         | Arany                                            | Arany       | Ezüst                                       | Ezüst      | Bronz                                         | Bronz      |
| ------------------- | ------------------------------------------------ | ----------- | ------------------------------------------- | ---------- | --------------------------------------------- | ---------- |
| 100 m               | Liang Xiaojing · Kína (CHN)                      | 11,65       | Paraskevi Andreou · Ciprus (CYP)            | 11,71      | Samantha Geddes · Ausztrália (AUS)            | 11,76      |
| 200 m               | Natalliah Whyte · Jamaica (JAM)                  | 23,55       | Dzhois Koba · Ukrajna (UKR)                 | 23,94      | Brandee Johnson · Egyesült Államok (USA)      | 24,28      |
| 400 m               | Jessica Thornton · Ausztrália (AUS)              | 52,50 PB    | Salwa Naser · Bahrein (BRN)                 | 52,74 PB   | Meleni Rodney · Grenada (GRN)                 | 53,33 PB   |
| 800 m               | Martha Bissah · Ghána (GHA)                      | 2:04,90 PB  | Hawi Alemu Negeri · Etiópia (ETH)           | 2:06,01 PB | Mareen Kalis · Németország (GER)              | 2:06,03    |
| 1500 m              | Kokeb Tesfaye Alemu · Etiópia (ETH)              | 4:15,38     | Winfred Mbithe · Kenya (KEN)                | 4:17,91    | Dalila Gosa · Bahrein (BRN)                   | 4:18,36 PB |
| 3000 m              | Takamatsu Nozomi Musembi · Japán (JPN)           | 9:01,58 PB  | Alina Reh · Németország (GER)               | 9:05,07    | Berhan Demiesa Asgedom · Etiópia (ETH)        | 9:06,10 PB |
| 100 m gát           | Laura Valette · Franciaország (FRA)              | 13,34 PB    | Elvira Herman · Fehéroroszország (BLR)      | 13,38      | Chloë Beaucarne · Belgium (BEL)               | 13,61      |
| 400 m gát           | Gezelle Magerman · Dél-afrikai Köztársaság (RSA) | 57,91 PB    | Michaela Peskova · Szlovákia (SVK)          | 58,26 PB   | Anne Sofie Fruerskov Kirkegaard · Dánia (DEN) | 58,60 PB   |
| 2000 m akadályfutás | Rosefline Chepngetich · Kenya (KEN)              | 6:22,67     | Zewdinesh Mamo Teklemaream · Etiópia (ETH)  | 6:26,02    | Tóth Lili Anna · Magyarország (HUN)           | 6:31,92 PB |
| 5 km gyaloglás      | Ma Zhenxia · Kína (CHN)                          | 22:22,08 SB | Valeria Ortuño · Mexikó (MEX)               | 23:19,27   | Noemi Stella · Olaszország (ITA)              | 23:38,10   |
| Magasugrás          | Yuliya Levchenko · Ukrajna (UKR)                 | 189 cm PB   | Nawal Meniker · Franciaország (FRA)         | 187 cm PB  | Michaela Hruba · Csehország (CZE)             | 185 cm     |
| Rúdugrás            | Angelica Moser · Svájc (SUI)                     | 436 cm PB   | Robeilys Peinado · Venezuela (VEN)          | 410 cm     | Leda Kroselj · Szlovénia (SLO)                | 390 cm     |
| Távolugrás          | Yelyzaveta Baby · Ukrajna (UKR)                  | 626 cm PB   | Beatrice Fiorese · Olaszország (ITA)        | 621 cm     | Rhesa Foster · Egyesült Államok (USA)         | 617 cm PB  |
| Hármasugrás         | Yanis Esmeralda David · Franciaország (FRA)      | 13,33 m PB  | Tay-Leiha Clark · Ausztrália (AUS)          | 13,06 m PB | Bajnok Eszter · Magyarország (HUN)            | 13,01 m PB |
| Súlylökés           | Alena Bugakova · Oroszország (RUS)               | 18,95 m     | Maria Fernanda Orozco Castro · Mexikó (MEX) | 17,55 m    | Anika Nehls · Németország (GER)               | 17,31 m    |
| Diszkoszvetés       | Sun Kangping · Kína (CHN)                        | 52,79 m PB  | Al'Ona Byelyakova · Ukrajna (UKR)           | 51,64 m    | Lara Kempka · Németország (GER)               | 50,70 m    |
| Kalapácsvetés       | Xu Xinying · Kína (CHN)                          | 68,35 m PB  | Alex Hulley · Ausztrália (AUS)              | 68,35 m    | Bácskay Zsófia Matild · Magyarország (HUN)    | 67,35 m    |
| Gerelyhajítás       | Hanna Tarasiuk · Fehéroroszország (BLR)          | 59,52 m PB  | Fabienne Schönig · Németország (GER)        | 53,68 m    | Mori Nagisa · Japán (JPN)                     | 52,27 m PB |

### Vegyes
| Versenyszám            | Arany | Arany   | Ezüst | Ezüst   | Bronz | Bronz   |
| ---------------------- | --- | ------- | --- | ------- | --- | ------- |
| Vegyes 8 × 100 m váltó | Vegyes csapat 034 · Merten Howe · Németország (GER) · Daou Bacar Aboubacar · Comore-szigetek (COM) · Trae Williams · Ausztrália (AUS) · Witthawat Thumvha · Thaiföld (THA) · Maria Simancas · Venezuela (VEN) · Tatiana Blagoveshchenskaia · Oroszország (RUS) · Lakeisha Ashley Warner · Brit Virgin-szigetek (IVB) · Ioana Teodora Gheorghe · Románia (ROU) | 1:40,20 | Vegyes csapat 038 · Ekaterina Alekseeva · Oroszország (RUS) · Oleksandr Malosilov · Ukrajna (UKR) · Rachel Pace · Ausztrália (AUS) · Mohamed Saad · Bahrein (BRN) · Chinne Okoronkwo · Egyesült Államok (USA) · Amedee Manirakiza · Burundi (BDI) · Coralie Gassama · Franciaország (FRA) · Sydney Siame · Zambia (ZAM) | 1:41,39 | Vegyes csapat 017 · Sam Geddes · Ausztrália (AUS) · Michaela Hruba · Csehország (CZE) · Noel-Aman Del Cerro Vilalta · Spanyolország (ESP) · Martin Nicolas Castanares Mariano · Uruguay (URU) · Wogene Sebisibe Sidamo · Etiópia (ETH) · Hussain Shahudhaan Fahumee · Maldív-szigetek (MDV) · Dhakirina Fatima · Comore-szigetek (COM) · Salwa Naser · Bahrein (BRN) | 1:43,60 |